# Vodní pólo na mistrovství Evropy v plaveckých sportech 1970
Zápasy ve vodním pólu na mistrovství Evropy v plaveckých sportech za rok 1970 proběhly v Barceloně, Španělsko ve dnech 4. až 12. září 1970.

## Československá stopa
Československý plavecký svaz seniorskou reprezentaci na mistrovství Evropy nepřihlásil. V roce 1970 dostala přednost příprava juniorské reprezentace pro premiérové mistrovství Evropy juniorů v nizozemském Rotterdamu.

## Medailisté
| Muži | Zlato | Stříbro | Bronz |
| ---- | --- | --- | --- |
| Tým  | Sovětský svaz (URS) (Anatolij Akimov, Alexej Barkalov, Oleg Bovin, Alexandr Dolgušin, Alexandr Dreval, Vadim Guljajev, Leonid Osipov, Valerij Puškarjov, Vladimir Semjonov, Alexandr Šidlovskij, Vladimir Žmudskij, Vjačeslav Skok, ??? (n)) | Maďarská lidová republika (HUN) (András Bodnár, Tibor Cservenyák, Tamás Faragó, István Görgényi, Csaba Gyerő, Zoltán Kásás, Ferenc Konrád, László Sárosi, János Steinmetz, István Szívós, Tamás Wiesner, ??? (n), ??? (n)) | Jugoslávie (YUG) (Dušan Antunović, Siniša Belamarić, Ozren Bonačić, Zoran Janković, Ronald Lopatny, Miloš Marković, Radovan Miškov, Ratko Rudić, Mirko Sandić, Karlo Stipanić, Uroš Marović, ??? (n), ??? (n)) |

pozn. Dva hráči ze sestav byli nehrajícími náhradníky tj. náhradníci na tribuně, nebo necestujující náhradníci připraveni na telefonu dorazit v případě zranění.